# Ерих Аренд
Ерих Аренд  (на немски: Erich Arendt) е германски поет и преводач на латиноамериканска и испанска лирика.

## Биография и творчество
Младият Аренд сменя много професии – работи като художник на театрални декори, банков служител, журналист и възпитател в експериментално училище. Ранните си поетически творби публикува в експресионистичното списание „Дер Щурм“, а в 1926 г. става член на Комунистическата партия на Германия и предприема дълги странствания из Германия, Швейцария, Франция и Испания. След възхода на Хитлер емигрира в Швейцария, а от 1936 до 1939 г. се сражава в интернационалните бригади в Гражданската война в Испания. После прекарва близо десет години в индианските поселища из джунглите на Колумбия, а в 1951 г. се заселва в ГДР.
Първите си книги Аренд издава едва след края на Втората световна война – „Нощта понесе албатроса“ (1951) и „Балада за планинския вятър“ (1952), – в тях използва предимно строгите форми на баладата и сонета. До средата на 50-те години в творчеството му преобладава емигрантската тематика, но по-късно поетът се обръща към съвременността, като се стреми да я осмисли във всемирно, „планетарно“ измерение.

## Поетика
В поезията на Аренд се съживява немската философска ода на XVIII век, сътворявана от поети като Клопщок, младия Гьоте и Хьолдерлин. Аренд следва тази традиция, но стиховете му са изградени с отчетлива, драматическа дикция и сложни, трудно достъпни метафори. В книгите си „Оди за пòлета“ (1959), „Егея“  (1967), „Стихове от пет десетилетия“ (1968), както и в късните стихосбирки „Памет и образ“ (1976) и „Отграничаване“ (1981) Аренд се откроява като един от най-значимите поети на нова Германия.

### Лирика
- Trug doch die Nacht den Albatros, 1951
- Bergwindballade. Gedichte des spanischen Freiheitskampfes, 1952
- Tolú. Gedichte aus Kolumbien, 1956, 1973
- Über Asche und Zeit..., 1957
- Gesang der sieben Inseln, 1957
- Flug-Oden, 1959
- Unter den Hufen des Winds. Ausgewählte Gedichte 1926-1965, 1966
- Ägäis, 1967
- Aus fünf Jahrzehnten Auswahl von Heinz Czechowski, 1968
- Gedichte Auswahl von Gerhard Wolf, 1973
- Feuerhalm, 1973
- Memento und Bild, 1976
- Zeitsaum, 1978
- Starrend von Zeit und Helle. Gedichte der Ägäis, 1980
- Das zweifingrige Lachen. Ausgewählte Gedichte 1921-1980 Auswahl von Gregor Laschen, 1981
- entgrenzen, 1981

### Проза
- Streifzüge durch Bolivien, 1927
- Tropenland Kolumbien, 1954
- Inseln des Mittelmeeres. Von Sizilien bis Mallorca Mit Katja Hayek-Arendt, 1959
- Griechische Inselwelt Mit Katja Hayek-Arendt, 1962
- Säule, Kubus, Gesicht. Bauen und Gestalten auf Mittelmeerinseln, 1966
- Griechische Tempel, 1970
- Reise in die Provence. Tagebuchnotizen aus dem Jahre 1929, 1983
- Spanien-Akte Arendt. Aufgefundene Texte Erich Arendts aus dem Spanienkrieg, 1986

## Награди и отличия
- 1952: „Национална награда на ГДР“ трета степен (по предложение на Йоханес Р. Бехер)
- 1968: Johannes-R.-Becher-Medaille
- 1973: Vaterländischer Verdienstorden in Silber
- 1983: Stern der Völkerfreundschaft
- 1983: „Национална награда на ГДР“ втора (по предложение на Криста Волф)